# Иньяпи
Иньяпи (порт. Inhapi) — муниципалитет в Бразилии, входит в штат Алагоас. Составная часть мезорегиона Сертан штата Алагоас. Входит в экономико-статистический микрорегион Серрана-ду-Сертан-Алагоану.